# Walsura robusta
Walsura robusta là một loài thực vật có hoa trong họ Meliaceae. Loài này được Roxb. miêu tả khoa học đầu tiên năm 1814.